# ノーザン・ロック
ノーザン・ロック（Northern Rock）は、イギリスのイングランド北部ニューカッスル・アポン・タイン近くのリージェント・センターに本拠を持つ銀行である。かつてはノーザン・ロック住宅金融組合と呼ばれており、1997年にその組合が貯蓄口座や住宅ローンを持っていた人に株を分配し、ロンドン証券取引所に上場したときに、銀行となった。ノーザン・ロックは弱小銀行として上場しそのうちもっと大きな銀行に買収されると見られていたが、そのまま存続し、
2000年にはFTSE100種総合株価指数を構成する株に選ばれた。
2007年、この銀行はサブプライムローン問題に端を発する信用市場の問題からイングランド銀行の特別融資を受けた。
2011年11月、リチャード・ブランソン率いるヴァージン・グループ傘下のヴァージン・マネーによる買収が決定した。

## 歴史
ノーザンロック住宅金融組合は1965年に、ノーザンカウンティ恒久住宅金融組合(1850年設立)と、ロック住宅金融組合(1865年設立)の合併により成立した。多くのイギリスの住宅金融組合と同様、事業拡大のためノーザンロックは非協同組合化し、株式を上場する道を選んだ。このとき、反対意見として、組合の資産は利益を受ける当時の加入者だけでなく過去の加入者によって形成されたので、非協同組合化は作られたときに貢献しようとした共同体への裏切りであるというものがあった。ノーザンロックはこのような懸念に対し、ノーザンロック財団を設立することで対処することを選んだ。ノーザンロックの新しい社章としてマゼンタの正方形に社名の入ったものを導入し、NRをブロックのように並べた従来のロゴを置き換えた。

## 業務
ノーザンロックは、貸し出し量の点からイギリスで5本の指に入る住宅金融業者である。
住宅ローンの他に、貯蓄口座や、ローン、保険も扱っている。現在住宅ローンを払っている既存の客に対して有担保ローンもすすめている。無担保ローン事業はリーズのヴェンチュラ社によって管理および裏書がなされている。家および家財の保険は、その住宅ローンと証券部門を買い取ったリーガルアンドジェネラル(保険業)が扱っているにもかかわらず、アクサによって扱われている。債務保証は、ロンドンのカーディフピナクル社であつかうことがある。
2006年、リーマン・ブラザーズとの取り引きによって、サブプライムローンに参入した。住宅ローン商品はノーザンロックのブランドで売られるが、そのリスクはリーマンブラザーズによって裏書される。

## スポンサー
ノーザンロックは、地元のサッカークラブニューカッスル・ユナイテッドFC、ラグビー・ユニオンチームのニューカッスル・ファルコンズ、デュラハムとミドルセックスのクリケットクラブ、プロゴルフ選手ポール・イールス、そして自転車競技会ノーザンロックサイクロンの公式スポンサーになっている。
ニューカッスル・ユナイテッドのスポンサー契約はイングランドのサッカークラブの中でも条件の良いものであり、2003年から2010年までの契約になっている。そのため、ニューカッスル・ユナイテッドのライバルであるサンダーランドAFCのサポーターたちの間でノーザン・ロックに対するボイコット運動がおきた。

## 2007年の信用危機

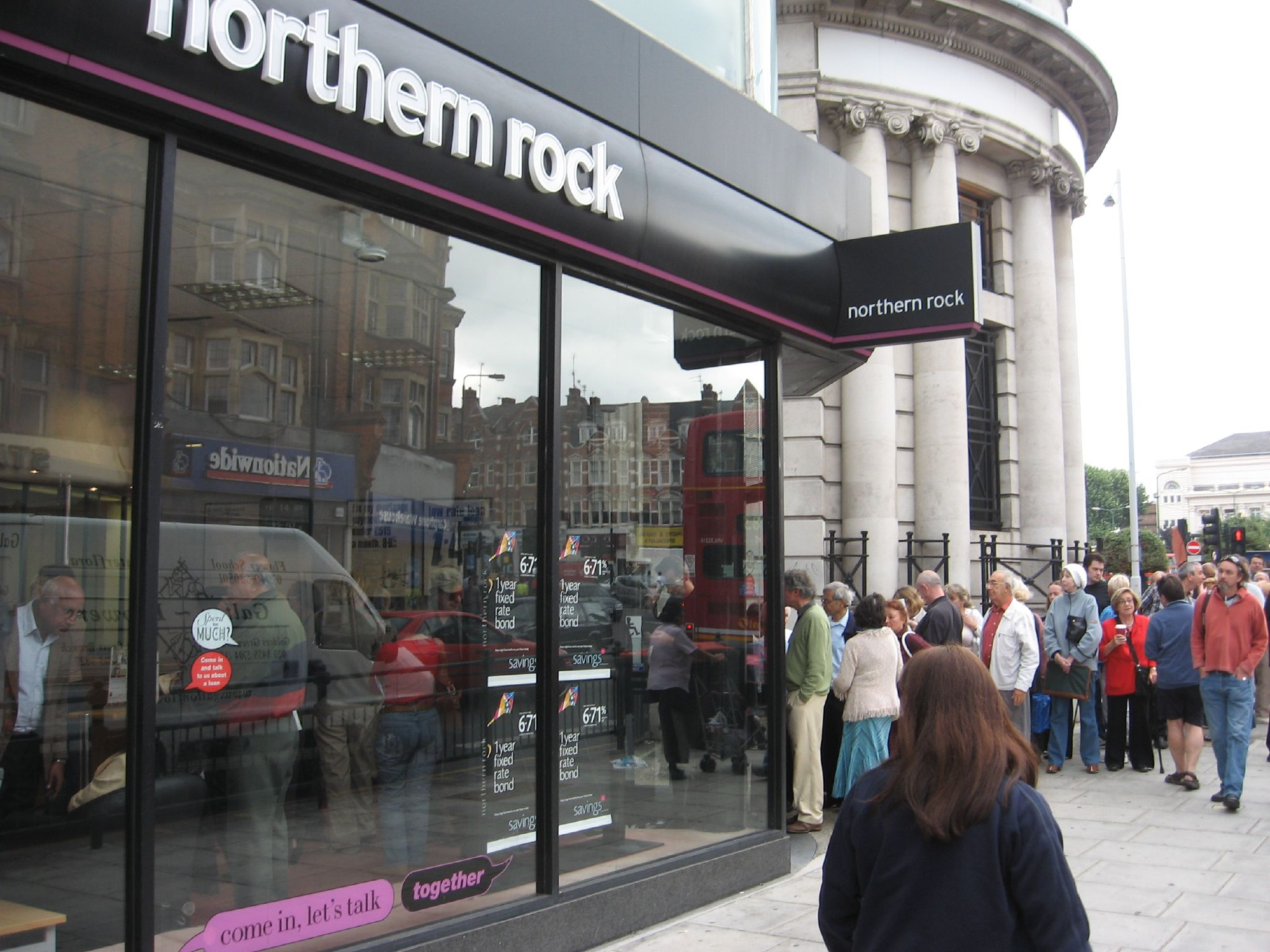
早朝からノーザン・ロック銀行の前に列を作る人々

2007年9月、サブプライムローン問題により資金繰りが悪化。イングランド銀行に支援を要請したことから信用不安が広がり、預金払い戻しなどを求める客が店頭やインターネット口座に殺到した（取り付け騒ぎ）。数日で預金残高の8％にあたる20億ポンド（約4600億円2007年9月15日現在の為替レート）が引き出された。英金融当局は「預金の安全性に問題は無い」と緊急声明を出し沈静化を図る。
救済策として買収が検討されヴァージン・グループ等が名乗りをあげていたが、2008年2月、イギリス政府は一時国有化を行う事を決定した。
その後、新旧分離を行い2009年12月31日にバッドバンクであるノーザン・ロック資産管理会社 (Northern Rock (Asset Management))となり、翌日銀行業務を新たに作られたノーザン・ロックに事業譲渡した。
2010年に3月に同様に破綻し、銀行業務をサンタンデール銀行に分割譲渡した残りのブラッドフォード・アンド・ビングレーとノーザンロック資産管理会社を統合した会社を設立するという発表を現在の親会社であるイギリスの公社UKフィナンシャル・インベストメンツが行った。